# Тибор Живковић
Тибор Живковић (Мостар, 11. март 1966 — Београд, 26. март 2013) био је српски историчар. Његова страживања су се већином односила на рани средњи век у Србији, Бугарској, Хрватској и Грчкој, затим српско-византијске односе, као и етничке симбиозе.

## Биографија
Основно и средње школовање завршио је у Београду. Дипломирао је на Катедри за стари век Филозофског факултета у Београду 1990. године. Магистрирао је 1996. године са тезом Славизација на територији Србије од VII-XI века, која је касније објављена као књига под насловом Словени и Ромеји (2000).
Од 1997. године радио је у Историјском институту САНУ. Докторирао је 2000. године са дисертацијом Словени под влашћу Византије од VII до XI века (до 1025. год.), на основу које је касније штампана књига у два издања (2002, 2007), под насловом Јужни Словени под византијском влашћу (600—1025).
Био је директор Историјског института од 2002. до 2010. године, као и главни и одговорни уредник Редакционог одбора издања Историјског института.
Аутор је документарног серијала Историја Срба – Рани средњи век, у шест полусатних епизода, за који је сам написао сценарио и урадио режију. Документарци су објављени 2007. години у продукцији издавачко-информативне установе Митрополије црногорско-приморске, и приказани на бројним телевизијским станицама у Србији и региону.
Последње радове је посветио проучавању и анализи основних извора раног средњег века у Југоисточној Европи: Летопис попа Дукљанина и О управљању царством Константина VII Порфирогенита, из којих су проистекле књиге Gesta Regum Sclavorum II (2009), De conversione Croatorum et Serborum – A Lost Source (2012), на енглеском језику. Постхумно је 2013. објављен превод ове књиге Изгубљени извор Константина Порфирогенита, као и књига Anonymi descriptio Europae Orientalis (2013), на којој су сарађивали и Владета Петровић, Александар Узелац и Драгана Кунчер.

## Делимична библиографија

### Монографије
- Živković, Tibor; Bojanin, Stanoje; Petrović, Vladeta, ур. (2000). Selected Charters of Serbian Rulers (XII-XV Century): Relating to the Territory of Kosovo and Metohia. Athens: Center for Studies of Byzantine Civilisation.
- Живковић, Тибор (2000). Словени и Ромеји: Славизација на простору Србије од VII до XI века (PDF). Београд: Историјски институт.
- Живковић, Тибор (2002). Јужни Словени под византијском влашћу (600—1025) (1. изд.). Београд: Историјски институт; Службени гласник.
  - Живковић, Тибор (2007) [2002]. Јужни Словени под византијском влашћу (600—1025) (2. изд.). Београд: Чигоја штампа.
- Живковић, Тибор (2004). Црквена организација у српским земљама: Рани средњи век. Београд: Историјски институт; Службени гласник.
- Живковић, Тибор (2006). Портрети српских владара (IX-XII век). Београд: Завод за уџбенике и наставна средства.
- Živković, Tibor (2008). Forging unity: The South Slavs between East and West 550-1150. Belgrade: The Institute of History.
- Radojević, Mira; Živković, Tibor; Šuica, Marko (2008). Kratka istorija Srba (1. изд.). Beograd: Mladinska knjiga.
- Живковић, Тибор (2009). Gesta Regum Sclavorum. 2. Београд-Никшић: Историјски институт; Манастир Острог.
- Živković, Tibor (2012). De conversione Croatorum et Serborum: A Lost Source. Belgrade: The Institute of History.
- Живковић, Тибор (2013). De conversione Croatorum et Serborum: Изгубљени извор Константина Порфирогенита. Београд: Завод за уџбенике.
- Живковић, Тибор; Петровић, Владета; Узелац, Александар; Кунчер, Драгана (2013). Anonymi Descriptio Europae Orientalis: Анонимов Опис источне Европе. Београд: Историјски институт.

### Чланци и расправе
- Живковић, Тибор (1996). „О племенском устројству и војној снази подунавских Словена у VI и VII веку”. Зборник радова Византолошког института. 35: 95—116.
- Живковић, Тибор (1997). „Прилог хронологији аварско-словенских односа 559-578. године”. Историјски часопис. 42-43 (1995—1996): 227—236.
- Живковић, Тибор (1997). „Односи Авара и подунавских Словена од 579. до 626. године”. Зборник Матице српске за историју. 56: 7—18.
- Живковић, Тибор (1997). „Етничке промене на територији данашње Србије у периоду од VI до X века” (PDF). Гласник Етнографског института САНУ. 45 (1996): 89—100.
- Живковић, Тибор (1998). „О првим поглављима Летописа Попа Дукљанина”. Историјски часопис. 44 (1997): 11—34.
- Живковић, Тибор (1999). „Етнички идентитет Јужних Словена (VII-XI век) - сведочанства савременика”. Меридијани. 23 (3-4): 25—29.
- Živković, Tibor (1999). „The Date of the Creation of the Theme of Peloponnese”. Byzantina Symmeikta. 13: 141—155.
- Живковић, Тибор (2000). „Словени Пелопонеза у Житију Никона Метаноита”. Зборник Матице српске за историју. 61-62: 9—26.
- Живковић, Тибор (2001). „О северним границама Србије у раном средњем веку”. Зборник Матице српске за историју. 63-64: 7—17.
- Живковић, Тибор (2001). „Пљеваљски крај у раном средњем веку” (PDF). Гласник Завичајног музеја у Пљевљима. 2: 11—19.
- Živković, Tibor (2001). „Avarlar ile Slavlar Arasindaki Ilişkiler (579—626)”. Türkler. 2. Ancara: Yeni Türkiye. стр. 658—673.
- Живковић, Тибор (2002). „Дукљанско византијски рат 1072-1075”. Историјски часопис. 47 (2000): 35—57.
- Живковић, Тибор (2002). „Тактикон Успенског и тема Далмација” (PDF). Историјски часопис. 48 (2001): 9—43.
- Живковић, Тибор (2002). „Да ли су дубровачки ратни бродови учествовали у критској експедицији 949. године?”. Зборник за историју Босне и Херцеговине. 3: 9—15.
- Živković, Tibor (2002). „The Strategos Paul and the Archontes of the Westerners”. Byzantina Symmeikta. 15: 161—176.
- Живковић, Тибор (2003). „Поход бугарског цара Самуила на Далмацију” (PDF). Историјски часопис. 49 (2002): 9—25.
- Живковић, Тибор (2003). „Етнички идентитет код Јужних Словена у раном средњем веку: сведочанства савременика”. Национални идентитет и суверенитет у Југоисточној Европи. Београд: Историјски институт. стр. 77—90.
- Живковић, Тибор (2004). „Легенда о Павлимиру Белу” (PDF). Историјски часопис. 50 (2003): 9—32.
- Живковић, Тибор (2004). „О такозваном сабору на Дувањском пољу”. Зборник за историју Босне и Херцеговине. 4: 45—66.
- Живковић, Тибор (2004). „Рама у титулатури угарских краљева”. Зборник радова Византолошког института. 41: 153—164.
- Живковић, Тибор (2005). „Владарска идеологија и њен утицај на српско-бугарске односе у раном средњем веку”. България и Сърбия в контекста на византийската цивилизация. София: Институт за литература. стр. 81—90.
- Живковић, Тибор (2005). „Једна хипотеза о пореклу великог жупана Уроша I” (PDF). Историјски часопис. 52: 9—22.
- Живковић, Тибор (2005). „Два питања из времена владавине краља Бодина”. Зборник радова Византолошког института. 42: 45—59.
- Живковић, Тибор (2006). „Синови Завидини”. Зборник Матице српске за историју. 73: 7—25.
- Živković, Tibor (2006). „Constantine Porhyrogenitus and the Ragusan Authors before 1611” (PDF). Историјски часопис. 53: 145—164.
- Живковић, Тибор (2006). „Дукља између Рашке и Византије у првој половини XII века”. Зборник радова Византолошког института. 43: 451—466.
- Živković, Tibor (2007). „On the Foundation of Ragusa: the Tradition vs. Facts” (PDF). Историјски часопис. 54: 9—26.
- Živković, Tibor (2007). „The Golden Seal of Stroimir” (PDF). Историјски часопис. 55: 23—29.
- Živković, Tibor (2007). „The Earliest Cults of Saints in Ragusa”. Зборник радова Византолошког института. 44: 119—127.
- Živković, Tibor (2007). „Contribution to the New Reading about the Constantine Porphyrogenitus` Statement on the Numbers of Croat Horsemen, Foot Soldiers and Sailors in Early 10th Century”. Byzantinoslavica. 65: 143—151.
- Živković, Tibor (2008). „Uspenskij's Taktikon and the Theme of Dalmatia”. Byzantina Symmeikta. 17 (2005—2007): 49—87.
- Živković, Tibor; Kunčer, Dragana (2008). „Roger - the forgotten Archbishop of Bar” (PDF). Историјски часопис. 56: 191—209.
- Živković, Tibor (2008). „Constantine Porphyrogenitus’ Kastra oikoumena in the Southern Slavs Principalities” (PDF). Историјски часопис. 57: 9—28.
- Живковић, Тибор (2008). „Бан Борић”. Зборник за историју Босне и Херцеговине. 5: 49—60.
- Živković, Tibor; Radovanović, Bojana (2009). „Titre de Trpimir selon les dires de Gottschalk” (PDF). Историјски часопис. 58: 33—42.
- Živković, Tibor (2010). „Constantine Porphyrogenitus’ Source on the Earliest History of the Croats and Serbs”. Radovi Zavoda za hrvatsku povijest u Zagrebu. 42: 117—131.
- Živković, Tibor (2010). „Sources de Constantin VII Porphyrogénète concernant le passé le plus ancien des Serbes et des Croates”. Byzantina Symmeikta. 20: 11—37.
- Živković, Tibor (2010). „The 'Original' and the 'Revised' Annales Regni Francorum” (PDF). Историјски часопис. 59: 9—57.
- Živković, Tibor (2010). „On the Beginnings of Bosnia in the Middle Ages”. Spomenica akademika Marka Šunjića (1927—1998). Sarajevo: Filozofski fakultet. стр. 161—180.
- Živković, Tibor (2010). „O počecima Bosne u ranom srednjem vijeku” (PDF). Godišnjak Centra za balkanološka ispitivanja u Sarajevu. 39: 149—161. Архивирано из оригинала (PDF) 23. 09. 2015. г. Приступљено 20. 07. 2018.
- Živković, Tibor (2011). „Symbolism of Some Animals in the Early Medieval Serbia: Tribute, Peace, and Friendship”. Animals and Environment in Byzantium (7th-12th c.). Athens: Institute for Byzantine Research. стр. 273—284.
- Живковић, Тибор (2011). „Време настанка Ајнхардовог дела Vita Caroli Imperatoris” (PDF). Историјски часопис. 60: 25—56.
- Živković, Tibor (2011). „The Origin of the Royal Frankish Annalist's Information about the Serbs in Dalmatia”. Homage to Academician Sima Ćirković. Belgrade: The Institute for History. стр. 381—398.
- Живковић, Тибор (2012). „О такозваној "Хроници српских владара" из списа De administrando Imperio цара Константина VII Порфирогенита” (PDF). Византијски свет на Балкану. 2. Београд: Византолошки институт. стр. 313—332. Архивирано из оригинала (PDF) 09. 12. 2017. г. Приступљено 21. 07. 2018.
- Живковић, Тибор (2012). „Неретљани - пример разматрања идентитета у раном средњем веку” (PDF). Историјски часопис. 61: 11—25.
- Živković, Tibor (2013a). „On the Baptism of the Serbs and Croats in the Time of Basil I (867–886)” (PDF). Studia Slavica et Balcanica Petropolitana (1): 33—53.
- Živković, Tibor (2013b). „The Urban Landcape of Early Medieval Slavic Principalities in the Territories of the Former Praefectura Illyricum and in the Province of Dalmatia (ca. 610-950)”. The World of the Slavs: Studies of the East, West and South Slavs: Civitas, Oppidas, Villas and Archeological Evidence (7th to 11th Centuries AD). Belgrade: The Institute for History. стр. 15—36.